# Warren Hamilton Lewis
Warren Hamilton Lewis (nascido em 16 de junho de 1895 - falecido em 9 de abril de 1973), mais conhecido como o irmão mais velho do professor e escritor C.S. Lewis, foi um oficial do Exército Britânico, historiador irlandês e membro dos Inklings. 
Durante e após a Primeira Guerra Mundial, ele serviu como oficial de suprimentos do Corpo de Serviços do Exército Britânico (Royal Army Service Corps - RASC). Ele foi um dos membros fundadores dos Inklings, uma sociedade literária informal, após se aposentar em 1932 para morar com seu irmão em Oxford. Escreveu sobre a História da França e durante os últimos anos de vida de C.S. Lewis, atuou como seu secretário.

## Biografia

### Infância

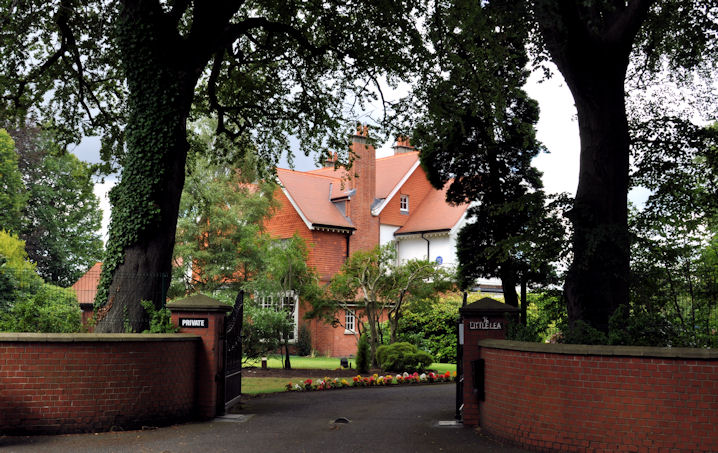
Little Lea

C.S. Lewis referia-se a seu irmão mais velho Warren (apelidado de "Warnie") como "meu amigo mais íntimo e querido". A amizade eterna entre os dois começou quando ainda eram crianças, brincando juntos em sua casa nos arredores de Belfast, "Little Lea", onde escreviam e ilustravam histórias para seu mundo imaginário, Boxen (uma mistura da Índia e uma criação anterior de C.S. Lewis chamada Terra dos Animais). 
Em 1908, a mãe dos meninos faleceu de câncer. Enquanto o pai sofria com a perda, Warren e C.S. (apelidado de "Jack") tinham apenas um ao outro para buscar consolo e apoio. Logo após a morte da mãe, Jack foi enviado pelo Canal do Norte para juntar-se a Warren em um internato inglês chamado Wynyard, localizado ao noroeste de Londres em Watford, Hertfordshire. Lá, os dois sofreram sob a direção de Robert Capron, um diretor severo e mentalmente instável. 
Sua mãe, Flora, havia enviado Warren para Wynyard em 10 de maio de 1905. Em 1909, ele foi transferido para o Malvern College em Worcestershire, para onde seu irmão também foi enviado alguns anos depois. Em 1913, Warren concluiu seus estudos em Malvern.

### Serviço Militar
No dia 10 de setembro de 1913, Warren Lewis começou a ter aulas particulares com William T. Kirkpatrick durante quatro meses para se preparar para o exame de admissão do Royal Military College, em Sandhurst. Ele se classificou em 22º lugar entre 201 candidatos, garantindo uma bolsa de estudos para o programa de formação de cadetes, sendo admitido em 4 de fevereiro de 1914. Devido à guerra, ele se formou em apenas nove meses (a duração padrão do curso era de 18 meses a dois anos). Em 1 de outubro de 1914, ele foi comissionado como segundo-tenente do Corpo de Serviços do Exército Britânico.
Em 4 de novembro de 1914, ele foi enviado para a França para servir à 4º Companhia do 7º Comboio Divisional da Força Expedicionária Britânica. Em 24 de setembro de 1916, ele foi promovido a capitão temporário.
Ao final da Primeira Guerra Mundial, Warren havia servido nos postos da Bélgica (1919), Aldershot (novembro de 1919), Serra Leoa (de 9 de março de 1921 até 23 de março de 1922), Colchester (de 4 de outubro de 1922 até dezembro de 1925), Woolwich (de janeiro de 1925 até abril de 1927) e China (dois períodos de serviço, o primeiro começou em 11 de abril de 1927 em Kowloon, parte do território Britânico em Hong Kong, terminando em abril de 1930 em Xangai; o segundo começou em 9 de outubro de 1937 e terminou em 14 de dezembro de 1932). Em 21 de dezembro de 1932, ele se aposentou como capitão após 18 anos de serviço. Em 4 de setembro de 1939, ele foi convocado para servir novamente, sendo promovido a major temporário.
Após a Segunda Guerra Mundial, ele se mudou com seu irmão para uma casa chamada The Kilns, em Headington, perto de Oxford, onde viveu até a morte de C.S. Lewis, em novembro de 1963.

### Escritos

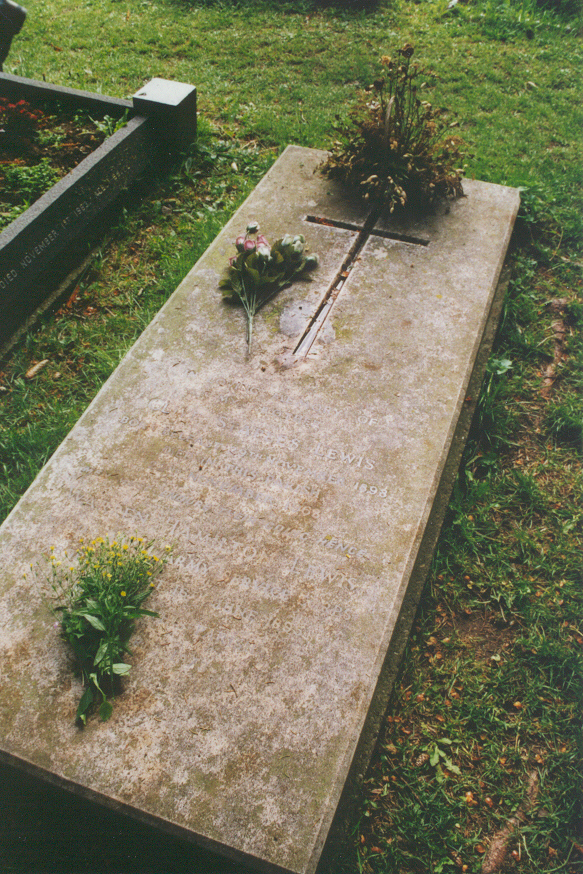
Warren Lewis está enterrado no túmulo de seu irmão, C.S. Lewis, na Holy Trinity Church, em Headington

Em 1932, logo após se aposentar pela primeira vez, Warren editou os papéis da família Lewis. Durante sua aposentadoria definitiva, ele começou a pesquisar um tópico que o fascinou ao longo da vida: a história da França durante o século XVII. Sob o nome W.H. Lewis, ele publicou sete livros sobre a França durante o reinado de Luís XIV, incluindo: O Século Esplêndido: Alguns Aspectos da Vida Francesa sob o Reinado de Luís XIV e O Aventureiro Levantino: As Viagens e Missões de Chevalier d'Arvieux, 1653-1697. Um trecho de O Século Esplêndido foi publicado pela primeira vez em Ensaios Apresentados para Charles Williams, um volume editado por seu irmão como um Festschrift (homenagem acadêmica) informal para beneficiar a viúva de Williams.
Após a morte de C.S. Lewis em 1963, Warren organizou a publicação da primeira edição das cartas de seu irmão, adicionando um prefácio com suas memórias. Edições posteriores foram editadas por Walter Hooper.
Antes de morrer, Warren depositou a maiorias dos papéis da família Lewis na Coleção Marion E. Wade do Wheaton College, incluindo os papéis remanescentes sobre C.S. Lewis e si mesmo. Em 1982, algumas partes do diário de Warren foram publicadas sob o título Irmãos e Amigos.

### Vida pessoal
No início de maio de 1931, Warren Lewis renovou sua fé cristã. Ele frequentemente participava dos encontros semanais dos Inklings, registrando vários comentários em seu diário. Na década de 30, os irmãos Lewis realizaram oito caminhadas anuais, percorrendo distâncias de até 80 km (50 milhas). Anos depois, Warren as recordou com carinho, dizendo: "Eram extremamente divertidas."
De acordo com as cartas de seu irmão para Arthur Greeves  e seu sobrinho por consideração, Douglas Gresham,
 Warren era alcólatra.
Ele foi enterrado no cemitério da Holy Trinity Church, em Headington, Oxford, junto com seu irmão.

## Obras publicadas
- The Lewis Papers: Memoirs of the Lewis Family. Impresso em caráter privado no ano de 1933.
- "The Galleys of France." Em Essays Presented to Charles Williams. Oxford University Press. Oxford. 1947.
- The Splendid Century: Some Aspects of French Life in the Reign of Louis XIV. Eyre & Spottiswoode. Londres. 1953.
- The Sunset of the Splendid Century: The Life and Times of Louis Auguste de Bourbon, Duc de Maine. Eyre & Spottiswoode. Londres. 1955.
- Assault on Olympus: The Rise of the House of Gramont between 1604 and 1678. Andre Deutsch. Londres. 1958.
- Louis XIV: An Informal Portrait. Andre Deutsch. Londres. 1959.
- The Scandalous Regent: A Life of Philippe, Duc d'Orleans, and of his family. Andre Deutsch. Londres. 1961.
- Levantine Adventurer: The Travels and Missions of the Chevalier d'Arvieux. Andre Deutsch. Londres. 1962.
- Memoirs of the Duc de Saint-Simon. B. T. Batsford. Londres. 1964.
- Letters of C. S. Lewis (as editor). Geoffrey Bles Ltd. Londres. 1966.

## Leituras complementares
- Finding Narnia: The Story of C. S. Lewis and His Brother por Caroline McAlister; ilustrado por Jessica Lanan. Roaring Brook Press, 2019.[9][10][11][12] (Biografia ilustrada sobre os irmãos para crianças.)